# Otton de Louvain
Otton de Louvain, mort vers 1040 (?), serait comte de Louvain et de Bruxelles de 1038 à 1040. Il serait fils de Henri Ier, comte de Louvain et de Bruxelles. Son existence est contestée.
Selon les chroniques des ducs de Brabant (XIVe-XVe siècle), son oncle Lambert lui succéderait, mais selon la Vita Gudilae (entre 1048-1051) Lambert II succédait à son frère, Henri Ier de Louvain.